# Iglesia ni Cristo
Iglesia ni Cristo INC, også kaldet Church of Christ eller Kristi Kirke er en kristen kirke etableret i Filippinerne i 1914 af Felix Manolo. INC er repræsenteret i 89 lande, herunder Danmark.